# 118 Пейто
118 Пейто (118 Peitho) — астероїд головного поясу, відкритий 15 березня 1872 року.